# Rezerwat przyrody Łuniewo
Rezerwat przyrody „Łuniewo” – rezerwat torfowiskowy o powierzchni 10,5413 ha, utworzony 23 stycznia 1973, położony w województwie zachodniopomorskim, w powiecie kamieńskim, w gminie Wolin, 0,5 km na południe-południowy zachód od stacji kolejowej Warnowo na linii Szczecin Dąbie-Świnoujście. W odległości kilkuset metrów na północ znajduje się granica Wolińskiego Parku Narodowego (sam rezerwat leży w jego otulinie) oraz zabudowania śródleśnej wsi Warnowo.

## Charakterystyka i przedmiot ochrony
Rezerwat obejmuje zarośnięte jezioro Łuniewo oraz torfowisko z wieloma gatunkami roślin chronionych. Celem ochrony jest zachowanie naturalnego ekosystemu torfowiska przejściowego i wysokiego oraz jeziora dystroficznego, podlegającego procesowi lądowacenia, z wykształconym bogactwem zbiorowisk roślinnych i bytującymi rzadkimi, chronionymi i zagrożonymi wyginięciem gatunkami roślin oraz zwierząt, takimi jak: długosz królewski (Osmunda regalis), rosiczka okrągłolistna (Drosera rotundifolia), wiciokrzew pomorski (Lonicera periclymenum). Jezioro jest ostoją ptactwa wodnego i błotnego, bytują tu m.in.: łabędź niemy, brodziec samotny, czapla siwa, trzciniak, perkoz dwuczuby, błotniak łąkowy, bąk, nur, kulik wielki, remiz, dziwonia, tracz, pszczołojad, kobuz, kania ruda.
Rezerwat znajduje się na terenie Nadleśnictwa Międzyzdroje. Nadzór sprawuje Regionalny Dyrektor Ochrony Środowiska w Szczecinie.
Według obowiązującego planu ochrony ustanowionego w 2005 roku, obszar rezerwatu objęty jest ochroną czynną.

## Turystyka
- Ścieżka dydaktyczna wokół rezerwatu, długość 1,6 km, 19 przystanków z tablicami poglądowymi, wieża obserwacyjna.
- Szlak Warnowski – dojściowy o długości 0,6 km, ze stacji kolejowej do Warnowa (wsi)
- szlak rowerowy